# Carrabelle
Carrabelle es una ciudad ubicada en el condado de Franklin en el estado estadounidense de Florida. En el Censo de 2010 tenía una población de 2778 habitantes y una densidad poblacional de 190,31 personas por km².

## Geografía
Carrabelle se encuentra ubicada en las coordenadas 29°51′12″N 84°40′5″O / 29.85333, -84.66806, en la región conocida como mango de Florida, en la costa del golfo de México. Según la Oficina del Censo de los Estados Unidos, Carrabelle tiene una superficie total de 14.6 km², de la cual 11.66 km² corresponden a tierra firme y (20.12%) 2.94 km² es agua.

## Demografía
Según el censo de 2010, había 2778 personas residiendo en Carrabelle. La densidad de población era de 190,31 hab./km². De los 2778 habitantes, Carrabelle estaba compuesto por el 69.55% blancos, el 27.61% eran afroamericanos, el 0.25% eran amerindios, el 0.4% eran asiáticos, el 0.04% eran isleños del Pacífico, el 0.61% eran de otras razas y el 1.55% pertenecían a dos o más razas. Del total de la población el 8.68% eran hispanos o latinos de cualquier raza.